# مستشفى الصداقة التركي الفلسطيني
مستشفى الصداقة التركي الفلسطيني (بالإنجليزية: Turkish Palestinian Friendship Hospital)‏ هو مستشفى تخصصي تعليمي أقامته دولة تركيا في قطاع غزة، ضمن تفاهمات مع الجامعة الإسلامية في غزة ليكون مشفًا جامعيًا لها بإشرافها وبالتعاون مع وزارة الصحة الفلسطينية، تبلغ قدرته السريرية نحو 180 سريرًا.
في 21 مارس 2025، فُجر المستشفى على يد الجيش الإسرائيلي. 

## التأسيس
أثمرت زيارة وفد من الجامعة الإسلامية في غزة إلى تركيا في عام 2010، ولقاءها رئيس الوزراء التركي رجب طيب أردوغان إلى البدء بإنشاء مشفًا تخصصيًا في قطاع غزة بواسطة وكالة التعاون والتنسيق التركية، حيث بدأت أعمال البناء في عام 2011 على أرض في حرم الجامعة الإسلامية قرب بلدة الزهراء، كانت مستوطنة نتساريم مقامة عليها.
في عام 2017، انتهت أعمال بناءه، حيث يتكون من ست طبقات بمساحة بلغت نحو 34,800 مترًا مربعًا. بلغت تكلفة بناءه نحو 40 مليون دولار، و10 مليون دولار تكاليف تجهيزه من معدات وأجهزة وأدوات.

### الاستلام
في عام 2018، وقعت وزارة الصحة الفلسطينية والتركية اتفاقية تشغيل، تلتزم فيها تركيا بدفع 43 مليون دولار لتغطية النفقات التشغيلية خلال 3 أعوام من تشغيله، لكن وكالة التعاون والتنسيق التركية تأخرت في الحصول على التمويل اللازم.
في 9 ديسمبر 2019، قال رئيس وزراء دولة فلسطين محمد اشتية إن الحكومة سوف تقوم بتشغيل مستشفى الصداقة ردًا على إقامة المستشفى الأمريكي في شمال قطاع غزة، وأن حكومته في المراحل الأخيرة من الاتفاق مع الحكومة التركية لتغطية مصاريف تشغيله.
في 26 مارس 2020، أعلنت الجامعة الإسلامية في غزة، أنها قد تسلمت مستشفى الصداقة بعد تواصلها مع الحكومة التركية ووكالة التعاون والتنسيق التركية ليتم الاستفادة منه لخدمة الظروف الطارئة الناتجة عن جائحة فيروس كورونا في فلسطين 2020، وأنها تضع المستشفى بكامل إمكاناته وتجهيزاته تحت تصرف وزارة الصحة في غزة، وفي 31 مارس 2020 بدأت بتشغيله.

## الخدمات
يضم مستشفى الصداقة التركي الفلسطيني والذي يتكون من ثمانية مبان 180 سريرًا طبيًا، وعدد من الأقسام وهي: الطوارئ، والعمليات والمناظير، والنسائية والتوليد، والأطفال الحضانة، والأشعة، والمختبرات وبنك الدم، والصيدلية، والطب الشرعي، وأقسام للمبيت وأخرى للكلى والعناية المركزة. كما سيوفر خدمات للسرطان وأمراض القلب.

## حرب غزة 2023–2025
خلال حرب إبادة غزة التي بدأت عام 2023، اضطر المستشفى إلى الإغلاق رغم كونه المستشفى الوحيد لعلاج السرطان في غزة، بعد نفاد الوقود.
في 30 أكتوبر 2023، صرح مدير المستشفى الدكتور صبحي سكيك بأن الطابق الثالث من المستشفى تعرض لقصف جوي إسرائيلي.  وفي اليوم نفسه، أدانت وزارة الخارجية التركية الغارة الجوية "بأشد العبارات"، مشيرة إلى أنها تشكل انتهاكًا للقانون الدولي. 
كما استخدم الجيش الإسرائيلي المستشفى كقاعدة عسكرية في عام 2024، مما أثار استنكار الحكومة التركية.   وقد فجر الجيش الإسرائيلي المبنى في مارس 2025، قائلاً دون تقديم أدلة إنه لم يكن يستخدم كمستشفى بل كان يستخدمه عناصر حماس. وردًا على ذلك، أدانت وزارة الخارجية التركية تدمير المستشفى باعتباره "جزءًا من سياسة إسرائيل الرامية إلى جعل غزة غير صالحة للسكن وتهجير الشعب الفلسطيني بالقوة".  
في 24 مارس 2025، ذكرت صحيفة هآرتس أن الجيش الإسرائيلي بدأ تحقيقًا في الهدم الواضح للمستشفى دون موافقة. 